# Festuca asperella
Festuca asperella är en gräsart som beskrevs av Evgenii Borisovich Alexeev. Festuca asperella ingår i släktet svinglar, och familjen gräs. Inga underarter finns listade i Catalogue of Life.